# KLF4
KLF4(Krüppel-like factor 4)는 상대적으로 큰 SP1 유사 전사인자 계열에 속하는 징크 핑거 전사 인자 KLF 계열의 일부이다. KLF4는 증식, 분화, 세포사멸 및 체세포 재프로그래밍의 조절에 관여한다. 또한 KLF4가 대장암을 포함한 특정 암에서 종양 억제인자라는 증거도 있다. 카르복실 말단에는 또 다른 KLF인 KLF2와 밀접하게 관련된 3개의 C2H2-아연 핑거가 있다. 여기에는 핵에 위치하도록 신호를 보내는 두 개의 핵 위치 확인 시퀀스가 있다. 배아줄기세포(ESC)에서 KLF4는 줄기 유사 능력을 나타내는 좋은 지표인 것으로 입증되었다. 중간엽 줄기세포(MSC)에서도 마찬가지라고 한다.
인간의 경우, 단백질은 513개의 아미노산으로 이루어져 있으며 예상 분자량은 약 55kDa이고 KLF4 유전자에 의해 암호화된다. KLF4 유전자는 침팬지, 히말라야원숭이, 개, 소, 생쥐, 쥐, 닭, 제브라피쉬 및 개구리에서 보존된다. KLF4는 1996년에 처음 확인되었다.